# Мулуту Сурлахт
Мулуту Сурлахт (ест. Mullutu-Suurlaht) реликтно је језеро на крајњем западу Естоније на територији округа Сарема. језеро се налази у јужном делу највећег естонског острва Сареме, на око 2 километра западно од града Куресаре. Са површином акваторије од просечно 14,4 км² четврто је по величини језеро у земљи. Преко своје једине отоке, реке насве (дужине свега 3 километра) повезано је са Ришким заливом Балтичког мора.
Мулуту Сурлахт је доста плитка водена површина са максималном дубином воде од свега 2,1 метар, односно са просечним дубинама од око једног метра. Брактична је акваторија.
Језеро је подељено на два дела, западни део познат је као Мулутски залив (површине 412,4 хектара), док је источни део познат као Сурлахт (површине 531 хектара). У време пролећног поводња површина језера се готово удвостручи. У североисточном делу Сурлахта налази се малено острво Рахину површине око 3 хектара.